# Чепош (село)
Чепош (рос. Чепош) — село Чемальського району, Республіка Алтай Росії. Входить до складу Чепоського сільського поселення.
Населення — 741 особа (2015 рік).